# Thérapie au fluor
La thérapie au fluor est l'utilisation du fluor à des fins médicales.

## Usage médical
Les suppléments de fluor sont recommandés pour prévenir la carie dentaire chez les enfants de plus de six mois dans les régions où l'eau potable est pauvre en fluor . Il est généralement utilisé sous forme de liquide, de pilule ou de pâte par la bouche. Lorsque les approvisionnements publics en eau sont fluorés, il n'est généralement pas nécessaire d'ajouter du fluor par la bouche. Le fluor a également été utilisé pour traiter un certain nombre de maladies osseuses .

## Effets secondaires
Des doses normales peuvent parfois entraîner des marques blanches sur les dents . Des doses excessives peuvent entraîner une coloration brune ou jaune des dents. La thérapie au fluorure utilise généralement la forme fluorure de sodium, bien que le fluorure stanneux puisse également être utilisé, Le fluor semble diminuer la dégradation par les acides, augmenter la reminéralisation et diminuer l'activité des bactéries , on pense qu'il fonctionne principalement par contact direct avec les dents après leur apparition,

## Histoire
Le fluorure a commencé à être utilisé pour prévenir la carie dentaire dans les années 1940. Le fluorure, sous forme de fluorure de sodium, figure sur la liste des médicaments essentiels de l'Organisation mondiale de la santé. Au Royaume-Uni, un mois d'approvisionnement typique coûte au NHS environ 0,36 livres sterling. En 2016, le fluorure de sodium était le 215e médicament le plus prescrit aux États-Unis, avec plus de deux millions d'ordonnances.